# Ibrahim Cherif
 (juin 2008).
Si vous disposez d'ouvrages ou d'articles de référence ou si vous connaissez des sites web de qualité traitant du thème abordé ici, merci de compléter l'article en donnant les références utiles à sa vérifiabilité et en les liant à la section « Notes et références ».
Ibrahim Cherif (arabe : إبراهيم الشريف) est bey de Tunis de 1702 à 1705, pendant la période de crise qui suit la fin du règne des Mouradites et qui précède la prise de pouvoir d'Hussein Ier Bey.

## Biographie
Lieutenant des beys mouradites de Tunis, il est tantôt agha des spahis, c'est-à-dire chef des cavaliers de la milice turque, tantôt agha des janissaires des derniers princes mouradites.
Au cours d'une mission de recrutement de janissaires à Constantinople arrive la nouvelle de la guerre déclarée entre Mourad III Bey et le dey d'Alger ; Mourad III Bey étant devenu incontrôlable, Ibrahim reçoit l'ordre des Ottomans de retourner en Tunisie et de l'arrêter. Lors du début de la campagne militaire, près de l'oued Zarka, il blesse Mourad III Bey d'un coup de pistolet avant que celui-ci ne soit tué par ses autres lieutenants. Cherif renverse la dynastie mouradite en assassinant, dès son retour à Tunis, tous les princes de cette dynastie — les deux jeunes fils de Mohamed Bey El Mouradi et un petit-fils d'Hammouda Pacha Bey avec son fils de quatre ans — pour prendre le pouvoir.
Proclamé bey par la milice des janissaires, c'est le premier bey à ne pas être un prince mouradite depuis un siècle. Il est aussi désigné pacha par les Ottomans, en remerciement pour la cessation des hostilités, et devient par la suite dey de Tunis en se faisant élire par le diwan ottoman de Tunis. 
Cumulant toutes ses fonctions à la tête de la province tunisienne, il ne parvient pas à rétablir l'ordre à la suite des révoltes et de l'agitation installée depuis le départ des derniers Mouradites. Après une défaite contre le dey d'Alger à la bataille du Kef, le 8 juillet 1705, il est capturé et emmené à Alger. Cela permet l'avènement de la dynastie des Husseinites, avec la prise de pouvoir de l'agha des spahis (commandant de la cavalerie), Hussein Ier Bey rentré le 10 juillet, jour de sa proclamation comme bey de Tunis.
Ibrahim, libéré par le dey d'Alger, tente de regagner Tunis pour se venger et reprendre le pouvoir mais il est assassiné sur ordre d'Hussein Ier Bey sur le chemin du retour, près de Ghar El Melh ; sa tombe est localisée au pied du fort de la ville.